# Benedettine camaldolesi
Le benedettine camaldolesi sono un istituto religioso femminile di diritto pontificio con case autonome.

## Storia
Secondo la tradizione, Romualdo eresse due monasteri femminili, ma non se ne conoscono l'ubicazione e le sorti.
Pier Damiani non fondò monasteri femminili, ma fu autore di una Istitutio monialis dedicata a una tale Bianca, monaca in una comunità ignota.
Nel 1085 Rodolfo, priore di Camaldoli, fondò il monastero femminile di San Pietro a Luco, che sopravvisse fino all'Ottocento.
Nei monasteri di Santa Maria in Aversa a Verona, di Santa Cristina a Treviso e di Sant'Eustachio a Imola, accanto alla comunità femminile, ne esisteva una di monaci sotto la giurisdizione spirituale e temporale della badessa: religiosi e religiose si adunavano per l'ufficiatura corale e per la messa. Anche nel monastero di San Giovanni Evangelista a Pratovecchio la badessa aveva giurisdizione spirituale sul clero annesso per l'ufficiatura della chiesa.
Anticamente le badesse camaldolesi prendevano parte ai capitoli generali personalmente o tramite un procuratore.
In origine i monasteri femminili erano generalmente sotto la giurisdizione del priore di Camaldoli o di un altro monastero maschile camaldolese. Dopo il Concilio di Trento passarono alle dipendenze dei vescovi del luogo.

## Diffusione
Le benedettine camaldolesi si dedicano alla preghiera contemplativa. In numerosi monasteri si pratica la reclusione come forma di ascesi. Le religiose osservano la regola benedettina e le consuetudini locali; la loro direzione spirituale è affidata ai monaci camaldolesi. Il loro abito è bianco, con velo nero.
I monasteri di benedettine camaldolesi sono in Francia, Italia, Polonia, Stati Uniti d'America e Tanzania.
Alla fine del 2015 i monasteri di benedettine camaldolesi erano 11 e le religiose 156.